# Érotisme dans la publicité

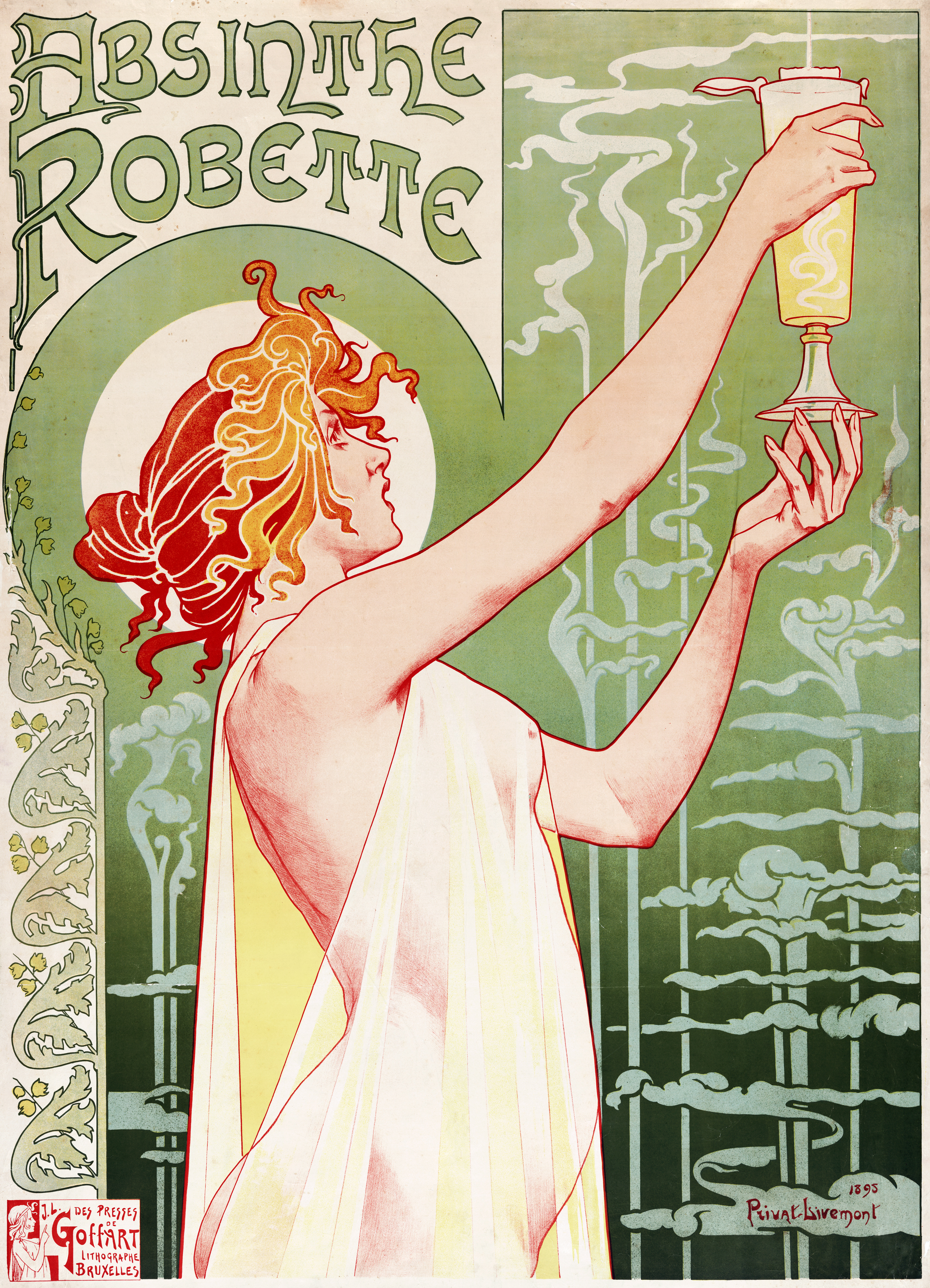
Une femme portant un vêtement diaphane apparaît dans cette publicité de 1896 qui vante l'absinthe Robette. Il n'existe aucun lien explicite entre la femme, le verre ou cette marque. La tenue aguichante possède cependant une forte connotation sexuelle.

L’érotisme dans la publicité suppose l'usage d'images à connotations sexuelles ou érotiques dans le but de favoriser la vente d'un produit ou d'attirer l'attention sur celui-ci. Cette technique de communication est une des composantes du marketing publicitaire.
Ce type de publicité met régulièrement en scène des personnes ou des objets qui n'ont pas de lien explicite avec le produit vanté. Les images, le plus souvent suggestives, sont variées et peuvent à la fois faire appel à la nudité, à des situations sexuellement ambiguës voire symboliques, mais rarement explicites. Ces publicités dont l’objectif est d'être remarquées, peuvent être perçues comme agressives ou frustrantes.
L'« intensité » du message à connotation sexuelle dépend du regardeur et donc de la cible visée. Plus la cible est étroite, plus le message est perçu comme « chaud » : la publicité érotique repose entièrement sur le désir, et sa sémiotique, son jeu avec les signes et les codes, passent parfois par la suggestion d'un rapport sexuel ou le détournement fonctionnel d'organes humains destinés ou pas à la sexualité.

## Histoire

### Des débuts prometteurs

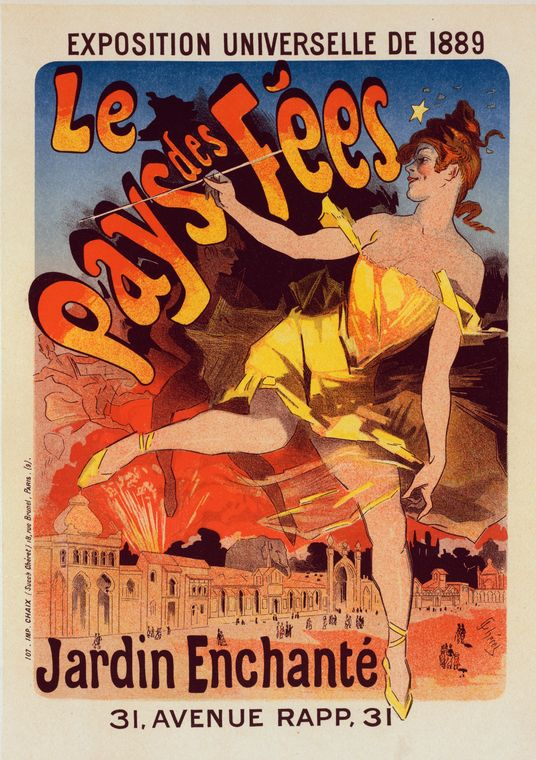
Le Pays des fées, jardin enchanté par Chéret, la promesse coquine au cœur de l'exposition de 1889.

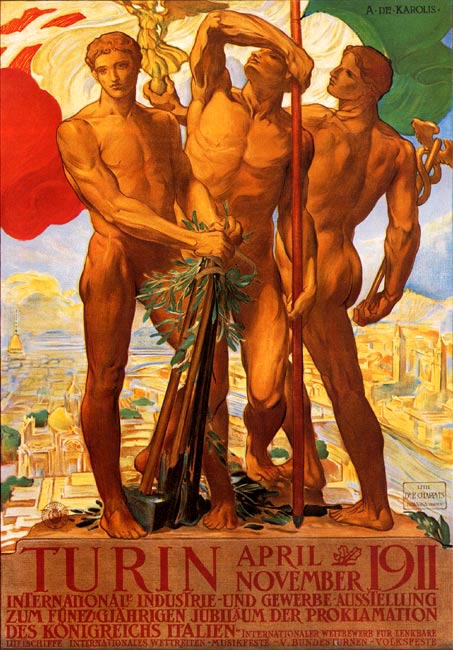
Une publicité servant à vendre l'exposition universelle de 1911 à Turin (Italie).

La publicité recourt à l'érotisme depuis son origine. Les premiers exemples connus sont des sculptures en bois et des dessins représentant de jolies femmes au torse dénudé qui étaient par exemple disposées dans des établissements de boisson au XVIIe siècle. Vient ensuite l'âge d'or de l'affiche : au milieu du XIXe siècle, les murs des grandes villes comme Chicago, Paris, Londres commencent à se couvrir de publicités montrant des femmes aguichantes vantant toute sorte de produits : livre, spectacle, médicament, boisson... L'un des promoteurs de ce genre de stéréotypes fut Jules Chéret, inventeur de la « chérette ». Dès cette époque, les grandes affiches destinées au cirque et barnums mettent parfois en avant de jolies acrobates et des messieurs costaux à moitié nus. Les affiches vantant la vaporeuse Loie Fuller ou Harry Houdini l'enchaîné, sont autant de prétextes pour suggérer la nudité.
Aux États-Unis, on trouve également des écriteaux et panonceaux pour les saloons, les magasins vendant des alcools et des tabagies. En 1886, W. Duke & Sons fait insérer dans les paquets de cigarettes des cartes à collectionner qui représentent des femmes quasiment dévêtues. Cette technique sera reprise en Europe : la collection JOB pour la marque de papier à rouler, ou la Collection des cent censée promouvoir la carte postale illustrée, en constituent les exemples les plus célèbres.
La nudité n'est pas la seule arme publicitaire : la passion amoureuse, et implicitement le sexe, sont également mis en scène. En 1910, les ventes du Woodbury's Facial Soap, un savon de beauté américain pour femmes, sont en baisse. Le déclin des ventes est renversé grâce à des publicités mettant en scène des couples romantiques, ainsi que des promesses d'amour et d'intimité à celles qui l'utilisent.
Les dessous féminins sont dès 1880 l'objet de petites encarts publiés dans certains journaux satiriques et font l'objet de catalogues illustrés considérés comme fortement érotiques par nombre d’observateurs de ce temps. Comme le souligne Alain Corbin à propos de ce siècle qui s'éveille à la publicité et aux loisirs de masse : « Côté féminin, l'imaginaire est centré sur la pudeur : une jeune fille de bonne famille ne se regarde pas dans le miroir, ni même dans l'eau de sa baignoire ; on prescrit des poudres qui troublent l'eau pour éviter les reflets (en revanche, les miroirs tapissent les murs des bordels). Les femmes connaissent mal leur propre corps, on leur interdit même d'entrer dans les musées d'anatomie. Le corps est caché, corseté, protégé par des nœuds, agrafes, boutons (d'où un érotisme diffus, qui se fixe sur la taille, la poitrine, le cuir des bottines). Côté masculin, ce sont des rituels vénaux et une double morale permanente : le même jeune homme qui identifie la jeune fille à la pureté et fait sa cour selon le rituel classique connaît des expériences sexuelles multiples avec des prostituées, des cousettes (les ouvrières à l'aiguille dans les grandes villes) ou une grisette, jeune fille facile et fraîche qu'on abandonnera pour épouser l'héritière de bonne famille ».
Entre 1895 et 1914, apparaissent des publicités mettant en exergue le corps nu dans toute sa puissance ou son éclat : hygiénisme et olympisme, naturisme et vie au grand air, l'exotisme et la liberté qu'il promet, sont autant de valeurs montantes à cette époque. Toutefois, l'absence de réalisme permet une idéalisation, la publicité n'utilise pas encore la photographie.
L'alcool, le tabac, l'automobile, ciblent principalement l'acheteur masculin : avec la Première Guerre mondiale, les institutions tentent de moraliser les messages publicitaires qui pratiquent alors l'autocensure. Ce nouvel ordre moral au nom de sacro-saintes valeurs (la Nation, la préservation de la race, le sport et l'héroïsme, la famille) est bientôt relayé par différentes ligues de vertu.
Les années 1920 voient l'explosion de certaines formes d'expression : le corps nu amoureux et désirant dans la publicité est de moins en moins tabou, surtout que l’utilisation de la photographie et du photomontage se généralise, que le cinéma attire les foules, mais cet élan va se heurter à une mobilisation d'associations plaidant pour le maintien ou un retour à des valeurs plus morales (par exemple la prohibition, la Ligue pour la vertu, le code Hays, etc.).

### L'hygiène, secteur propice
L'huile de musc de marque Jovan est introduite en 1971 à l'aide de publicités où une prétendue influence de l'huile sur la sexualité est explicitement annoncée. Les ventes de la société passent de 1,5 million en 1971 à 77 millions $US en 1978. Dans les années 1970, la marque Clairol (en) crée une série de publicités qui posent des questions à double sens. Par exemple, « Le fait-elle... ou pas ? Seul son coiffeur le sait ».
La société Calvin Klein recourt régulièrement à l'érotisme pour annoncer ses produits. Sa première publicité controversée met en vedette Brooke Shields, âgée de 15 ans et portant des jeans : « Vous voulez savoir ce qu'il y a entre moi et mes Calvin? Rien. »,.

### Le «porno chic»
À la fin des années 1990, l'érotisation s'accentue, au point que l'on qualifie de « porno chic » certaines publicités, notamment de parfum [réf. souhaitée].

## L'érotisme comme concept?

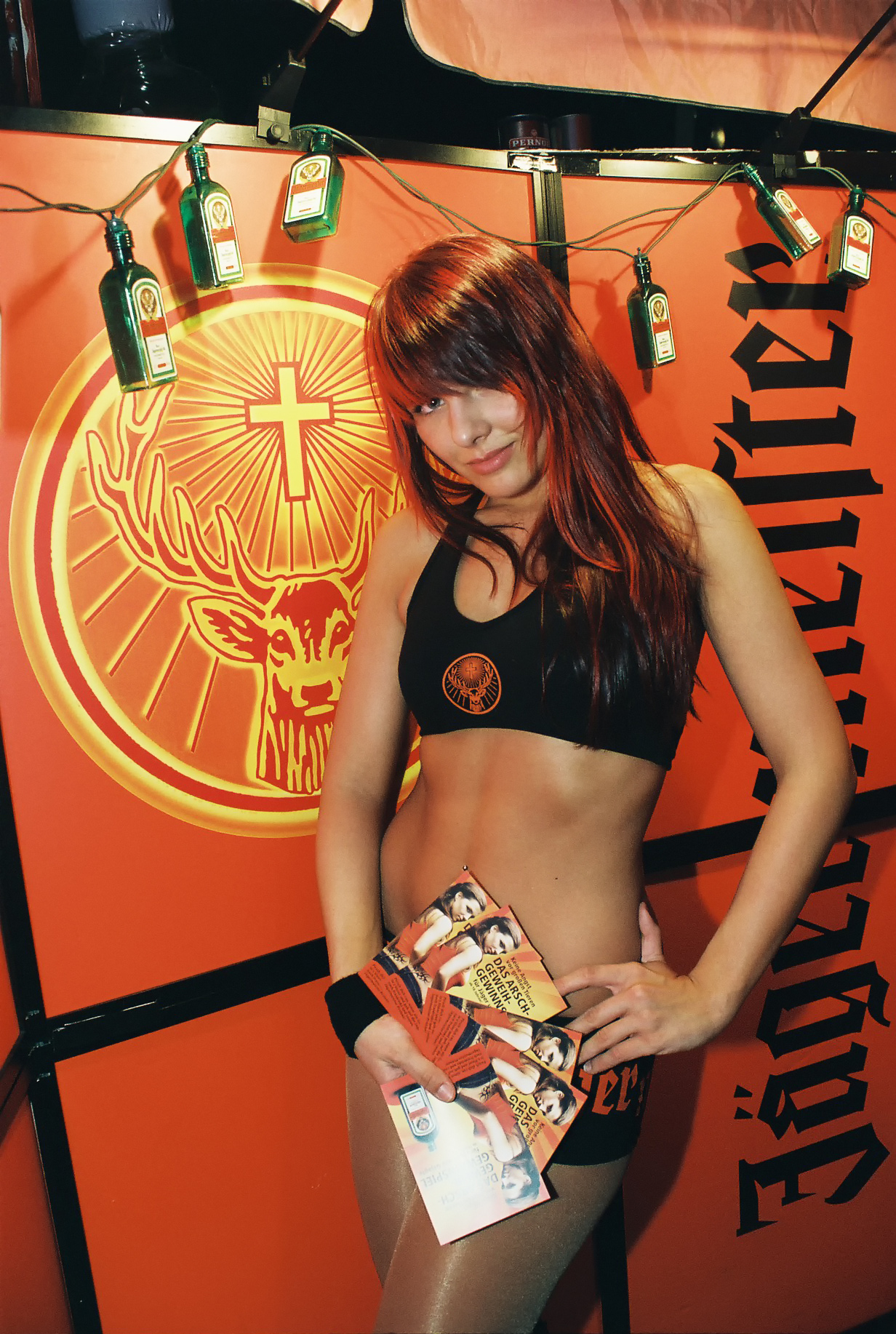
Un mannequin fait la promotion de la boisson alcoolisée Jägermeister. Photo prise en 2006.

L'usage de messages à caractère érotique dans la publicité s'appuie à la fois sur l'hypothèse que les personnes sont curieuses à propos de la sexualité et sur les expériences antérieures en marketing qui ont obtenu du succès. La sexualité peut être abordée sous plusieurs aspects : biologique, émotionnelle, physique ou spirituelle. Les annonceurs peuvent donc exploiter au moins l'un de ses aspects.
Quand l'érotisme est utilisé dans les publicités, certaines valeurs et attitudes sont mises de l'avant en même temps que le produit. Dans le jargon publicitaire, c'est « le concept ». Par exemple, la publicité peut affirmer que l'« innocence est sexy » (comme Calvin Klein qui utilise de jeunes personnes dans des poses provocantes), peut lier la douleur et la violence au côté sexy et au glamour (comme Versace), peut avancer que les femmes aiment être dominées, peut laisser croire que les femmes accompagnent le produit (par exemple dans les publicités de la bière de marque Budweiser), peut indiquer que l'usage d'un certain produit est coquin mais légal, peut dire que l'usage du produit rend attirant auprès du sexe opposé ou tout autre message « vendeur ».
Au XXe siècle, les publicités ont le plus souvent mis en scène des femmes, mais les jeunes hommes prennent de plus en plus de place. Au XXIe siècle, les femmes font encore des apparitions dans des scènes à forte connotation sexuelle. Les spécialistes en marketing croient que leur présence attire beaucoup plus l'attention des hommes.
Quand des couples apparaissent dans des publicités, chacun des partenaires envoie habituellement un message différent. L'interaction des deux peut aussi propager un autre message : domination et puissance par exemple, et peut montrer les partenaires dans un rôle stéréotypé. Parfois, le rôle habituel est sensiblement modifié, ce qui peut attirer l'attention de l'auditoire.

## Efficacité
Dans les médias contemporains américains (par exemple, magazines, Internet, télévision câblée), l'érotisme apparaît dans les messages publicitaires pour mettre en valeur les produits de différentes industries. Les publicités montrent des images provocantes de femmes et d'hommes habillés de vêtements bien ajustés et ayant une posture suggestive dans le but de vendre des vêtements, de l'alcool, des cigarettes, des cosmétiques et des parfums. L'érotisme est aussi utilisé pour promouvoir des produits courants qui ne lui sont traditionnellement pas associés. Par exemple, des spécialistes avancent que le déclin du nombre de billets vendus par l'opéra de Dallas a été inversé à la suite d'une campagne publicitaire montrant des instruments de musique sous un angle plus « osé ».
Les consommateurs et les annonceurs croient que l'érotisme sert à attirer rapidement l'attention, mais la durée de l'attention est courte. L'efficacité de ce procédé tient pour beaucoup au produit annoncé. Environ les trois quarts des publicités qui ont recours à l'érotisme communiquent un message d'amélioration de la santé lié à l'usage du produit.
Des études avancent que l'érotisme n'est pas efficace pour vendre un produit. En effet, une étude publiée en 2009 affirme qu'il n'existe aucune corrélation entre nudité et érotisme dans les films, au box-office et aux yeux des critiques de cinéma. Une recherche publiée en 2005 a déterminé que moins de 10 % des Américains mâles se souvenaient de la marque d'une publicité au contenu érotique comparativement à 19 % pour les publicités sans érotisme. Une autre recherche donne des valeurs semblables pour les femmes (10,8 % et 22,3 %) ; elle fait l'hypothèse que ces publicités provoquent une diminution de l'esprit critique en transmettant des messages d'ordre sexuel.
Des publicités montrant trop explicitement de l'érotisme peuvent provoquer un contrecoup négatif. En 1995, une campagne publicitaire de Calvin Klein, montrant des adolescents dans des poses aguichantes et portant des dessous et des jeans, a été arrêtée lorsque des parents et des groupes de pression en faveur des enfants ont menacé de protester, alors que la chaîne de magasins Hudson a refusé de voir son nom associé à la marque.
L'usage de l'érotisme peut attirer l'attention d'une partie de la population et répugner à une autre partie. L'usage explicite de l'érotisme pour mettre de l'avant les dangers du cancer du sein est perçu favorablement par les jeunes femmes, mais choque et répugne les femmes plus âgées et celles qui ont subi des traitements pour le soigner.
Le magazine Advertising Age a publié une liste des 100 publicités les plus efficaces du XXe siècle. Sur les 100, seulement 8 ont eu recours à l'érotisme. En 2011, le logiciel de suivi des vidéos virales de Unruly Media a listé les 20 publicités d'autos les plus vues. Une seule a recours à l'érotisme et la plus vue n'a pas recours à cette technique.

## Prépondérance

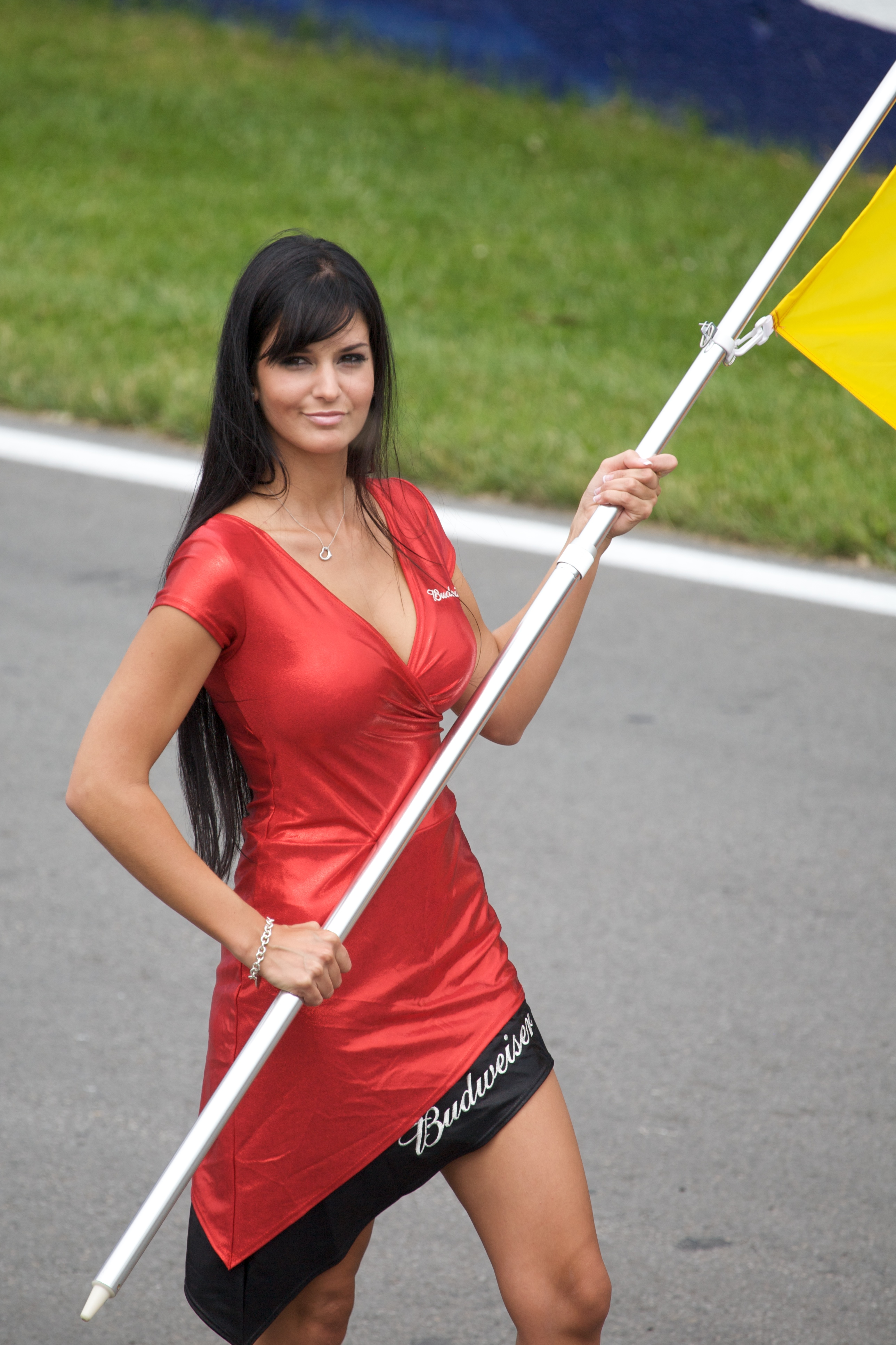
En 2008, cette femme porte un drapeau au nom de Budweiser.

Depuis les années 1990, l'usage de l'érotisme dans les publicités imprimées est de plus en plus fréquent[réf. nécessaire]. Les publicités pour les jeans, les parfums et d'autres produits montrent des images de plus en plus provocantes conçues (1) pour obtenir une réponse de nature sexuelle parmi la clientèle visée, (2) pour choquer par leur ambivalence ou (3) pour faire apparaître des désirs sexuels refoulés, qui seraient en théorie de puissants stimulants émotionnels. Les classes aisées ont vu le nombre de publicités à caractère érotique augmenter avec les années parce que (1) elles ont un seuil de tolérance plus élevé que les autres classes, (2) elles sont moins strictes dans leur jugement des autres, (3) elles accueillent une culture de l'émancipation et (4) elles ont un pouvoir d'achat plus élevé que les autres classes.
Alors qu'il se concentrait historiquement sur le corps des femmes, de plus en plus, le marketing fait appel à des schémas androgynes et homosexuels.

## Critiques
L'usage de l'érotisme dans la publicité a été critiqué pour différentes raisons. Les tenants du conservatisme religieux le considèrent souvent comme obscène ou impudique. Des féministes et masculinistes[réf. nécessaire] affirment qu'il renforce le sexisme car il fait de l'individu un objet.

### Citations originales
1. ↑  (en) « Does she... or doesn't she? Only her hairdresser knows for sure »
2. ↑  (en) « Want to know what gets between me and my Calvin's? Nothing. »